# Hosahalli Gollarapalya, Bangalore North
Hosahalli Gollarapalya là một làng thuộc tehsil Bangalore North, huyện Bangalore Urban, bang Karnataka, Ấn Độ.